# Robert Hermann Gelbe
Carl Robert Hermann Gelbe (* 30. Oktober 1835 in Bautzen; † 12. März 1873 in Leipzig) war ein deutscher Lehrer und Autor.

## Leben und Wirken
Nach dem Besuch des Gymnasiums in Bautzen ab Ostern 1849 ging er 1856 zum Theologie- und Philosophiestudium an die Universität Leipzig, an der er 1856 das theologische Examen bestand und 1860 zum Dr. phil. promovierte. Von 1860 bis 1861 war Gelbe Lehrer am Modernen Gesammtgymnasium in Leipzig und wurde im Anschluss dritter Adjunkt an der dortigen Thomasschule. 1862 erfolgte seine Berufung zum dritten Oberlehrer am Gymnasium St. Thomae in Leipzig. Aufgrund seiner angegriffenen Gesundheit wurde er ab Sommer 1869 für mehrere Kuraufenthalte vom Schuldienst beurlaubt. Jedoch erholte er sich nicht von seinen Leiden. Am 1. Oktober 1872 erfolgte seine Emeritierung aus dem Schuldienst, nachdem er das ganze Jahr vertreten werden musste.
Gelbe war Mitglied der Pädagogischen Gesellschaft und brachte sich durch eine eigene Publikation in den damaligen Schulbibelstreit aktiv ein.

## Publikationen (Auswahl)
- Ueber den Unterricht in der hebräischen Sprache auf den Gelehrtenschulen. Leipzig, 1866.
- Stahlknecht-Schmeisser oder der Schulbibelstreit. Leipzig, 1866.
- Beitrag zur Einleitung in’s Alte Testament. Leipzig, 1867.
- Hebräische Grammatik für den Schulgebrauch. Leipzig, 1868.